# فابین اورهگا
فابین اورهگا (انگلیسی: Fabien Ourega؛ زادهٔ ۷ دسامبر ۱۹۹۲) بازیکن فوتبال اهل فرانسه است.
از باشگاه‌هایی که در آن بازی کرده‌است می‌توان به باشگاه فوتبال پاریس و باشگاه فوتبال سوشو اشاره کرد.